# Анатолий Пузач
Анатолий Пузач (на украински: Анатолій Пузач; на руски: Анатолий Пузач) е съветски и украински футболист и треньор. Почетен майстор на спорта на СССР. Почетен треньор на Украйна.

## Кариера

### Национален отбор
Пузач прави дебюта си за националния отбор на СССР на 25 юли 1969 г. в приятелски мач срещу ГДР и отбелязва гол. Той играе на Световното първенство по футбол през 1970 г. и в квалификациите за Световната купа от 1974 г.

## Отличия

### Отборни
Динамо Киев
- Съветска Висша лига: 1966, 1967, 1968, 1971
- Купа на СССР по футбол: 1966